# Ceroplesis poggei
Ceroplesis poggei es una especie de escarabajo longicornio del género Ceroplesis, subfamilia Lamiinae. Fue descrita científicamente por Harold en 1878.
Se distribuye por Uganda, República Democrática del Congo, Zambia, Mozambique y Tanzania. Mide 27-30 milímetros de longitud. El período de vuelo de esta especie ocurre en los meses de enero, noviembre y diciembre.
Parte de la dieta de Ceroplesis poggei se compone de plantas de la subfamilia Caesalpinioideae.